# Kroksjön (Mjöbäcks socken, Västergötland)
Kroksjön är en sjö i Svenljunga kommun i Västergötland och ingår i Ätrans huvudavrinningsområde.